# Ишервуд, Кристофер
Кри́стофер У́ильям Брэ́дшоу И́шервуд (англ. Christopher William Bradshaw Isherwood, 26 августа 1904, Хай-Лейн, Великобритания — 4 января 1986, Санта-Моника США) — англо-американский писатель.

## Биография
Ишервуд родился в семье английского офицера, погибшего в Первую мировую войну. В 1928—1929 годах обучался медицине в Кембридже, но, проучившись всего шесть месяцев, покинул Великобританию, чтобы провести несколько недель в компании своего друга Одена в Берлине. С 1928 года начал публиковать свои произведения. Основная тема рассказов Ишервуда того периода — критика британского снобизма. Его первые романы «Все — конспираторы» (1928) и «В память» (1932) также затрагивают проблемы «потерянного поколения».
В 1930—33 годах работал учителем английского языка в Германии. В 1932 году Кристофер влюбился в немецкого юношу Хайнца Недермайера. После прихода к власти Гитлера покинул Германию. Воспоминания о Германии легли в основу самого известного произведения писателя — романа «Прощай, Берлин», на основе которого был снят фильм «Кабаре».
В 1938 году Кристофер поехал в Китай вместе с Оденом, затем в 1939 году отправился в Америку, где работал сценаристом на студии. В 1946 году писатель получил гражданство США, где прожил до конца своих дней.
В 40-х годах Кристофер познакомился с учением Веданты и стал его активным проповедником. Выбор его во многом был определён тем, что его гуру Свами Прабхавананда относился к гомосексуальным наклонностям писателя без негативизма. В 1965 году Ишервуд написал беллетризированную биографию Рамакришны — «Рамакришна и его ученики».
В День святого Валентина 1953 года Ишервуд, которому тогда было 48 лет, среди своих приятелей на пляже в Санта-Монике встретил 18-летнего художника-портретиста Дона Бакарди и влюбился в него. Хотя все друзья Ишервуда были шокированы разницей в возрасте, существующей между любовниками, их отношения оказались на редкость стабильными и долговременными: они прожили вместе 33 года, вплоть до самой смерти писателя.
В 1970-х годах писатель превратился в видного международного борца за признание прав сексуального меньшинства, одним из первых открыто заявив о своей гомосексуальности.
Скончался в 1986 году от рака предстательной железы. Его тело было передано Медицинской школе Калифорнийского университета.